# Нате! (стихотворение)
«Нате!» — стихотворение русского советского поэта Владимира Маяковского, написанное в 1913 году.

## История создания
Через час отсюда в чистый переулок

вытечет по человеку ваш обрюзгший жир,

а я вам открыл столько стихов шкатулок,

я — бесценных слов мот и транжир.

Вот вы, мужчина, у вас в усах капуста

Где-то недокушанных, недоеденных щей;

вот вы, женщина, на вас белила густо,

вы смотрите устрицей из раковин вещей.

Все вы на бабочку поэтиного сердца

взгромоздитесь, грязные, в калошах и без калош.

Толпа озвереет, будет тереться,

ощетинит ножки стоглавая вошь.

А если сегодня мне, грубому гунну,

кривляться перед вами не захочется — и вот

я захохочу и радостно плюну,

плюну в лицо вам

я — бесценных слов транжир и мот.

Страница из сборника «Рыкающий Парнас» со стихотворением «Нате!»

Стихотворение, относящееся к раннему, футуристическому периоду творчества Маяковского, было написано в середине октября 1913 года. Маяковский впервые прочитал его 19 октября (3 ноября по новому стилю) 1913 года на открытии литературного кабаре «Розовый фонарь» в Мамоновском переулке в Москве. По сообщению «Московской газеты», чтение обернулось скандалом: «Публика пришла в ярость. Послышались оглушительные свистки, крики „долой“, Маяковский был непоколебим, продолжая в указанном стиле. Наконец решил, что его миссия закончена, и удалился». Известно, что футуристов на этом вечере возглавляли художники-авангардисты Михаил Ларионов и Наталья Гончарова, среди их оппонентов был Константин Бальмонт.
Более подробно о первом чтении стихотворения рассказал писатель Лев Никулин: «Постепенно шум смолк, и головы повернулись к стене, и тогда поэт гаркнул во всю мощь своего могучего голоса „Нате!“. Это было загадочно. Все замерли. „Через час отсюда в чистый переулок / вытечет по человеку ваш обрюзгший жир…“ — негромко и презрительно начал Маяковский. Господа за столиками оцепенели. Они привыкли к тому, чтобы за деньги, которые тратят в увеселительных местах, им, „избранной публике“ с „тонким“ вкусом, льстили, перед ними расшаркивались и унижались, и вдруг им говорят со сцены: „Все вы на бабочку поэтиного сердца / взгромоздитесь, грязные, в калошах и без калош“. Трудно описать скандал, который разразился в „Розовом фонаре“. Обиженная публика ринулась к дверям, кстати говоря, в гневе позабыв уплатить по счетам за выпитое и съеденное».
Стихотворение было впервые опубликовано в футуристическом альманахе «Рыкающий Парнас», который вышел в 1914 году в Петрограде. Оно было напечатано первым среди стихотворений, сразу после манифеста «Идите к чёрту», в котором кубофутуристы и эгофутуристы заявили об объединении в одну «литературную компанию» и уничижительно высказались о поэтических оппонентах, среди которых были Валерий Брюсов (издевательски названный Василием), Фёдор Сологуб, Николай Гумилёв, Сергей Городецкий и другие.

## Содержание
Это первое в творчестве Маяковского обличительное стихотворение, развивающее традиционную для русской литературы тему «поэт и толпа», основанную на противопоставлении поэта мещанству и обывательству, буржуазному обществу. Эта тема ранее встречалась в творчестве Александра Пушкина («Поэту», «Поэт», «Поэт и толпа»), Михаила Лермонтова («Как часто, пёстрою толпою окружён…»), Александра Блока («Сытые»), Валерия Брюсова («Довольным»). При этом автор комментариев к 12-томному собранию сочинений Маяковского (М.: Правда, 1978) полагает, что «Нате!» наиболее близко к лермонтовскому стихотворению: «О, как мне хочется смутить весёлость их // И дерзко бросить им в глаза железный стих, // Облитый горечью и злостью!». В то же время литературовед Владимир Дядичев отмечает разные позиции поэтов. Если у Пушкина и Лермонтова противостояние становится предметом философского размышления лирического субъекта, который находится вне толпы, над ней, то у Маяковского — кульминация антагонизма, открытый вызов оппоненту. Эта тема получит продолжение в поэме «Облако в штанах» и антивоенном стихотворении 1915 года «Вам!», которое он также будет читать перед буржуазной публикой.
Лирический герой ранней поэзии Маяковского, как его определяет литературовед Александр Михайлов, — одинокий бунтарь. Демонстрируя неприятие буржуазно-мещанской действительности, он использует яркие образы, а метафоры и сравнения наполнены уничтожающим сарказмом. В пространстве текста встречаются зооморфные метафоры, усиливающие противопоставление: с одной стороны бабочка «поэтиного сердца», с другой — «стоглавая вошь» и устрица в раковине вещей. Ещё одно противопоставление обнаруживает Владимир Дядичев: чистый переулок находится в оппозиции грязному и материальному (недоеденные щи, густые белила, «грязные, в калошах и без калош», вошь).
Словосочетание «грубый гунн» (в первоначальном варианте «неотёсанный»), как себя называет лирический герой, может быть отсылкой к стихотворению Валерия Брюсова «Где вы, грядущие гунны…» 1904 года, где автор взывает к новым поколениям: «Но вас, кто меня уничтожит, // Встречаю приветственным гимном». В то же время в таком самоопределении лирического героя Маяковского содержится ирония, в том числе восходящая к полемике футуристов с Брюсовым. Также один из источников иронии — противопоставление «грубого гунна» публике, к которой он обращается.

## Особенности
С формальной точки зрения стихотворение представляет собой четыре четверостишия с перекрёстной рифмовкой. Первые три катрена имеют по четыре строки, четвёртый катрен — пять за счёт разбиения последней строки, которое выделяет словосочетание «плюну в лицо вам». В то же время в первоначальном варианте этого разбиения не было.
С ритмической точки зрения стихотворение написано акцентным стихом, традиционным для поэзии Маяковского.
В стихотворении встречается неоднократное у Маяковского олицетворение враждебной публики или обывателей с жиром или жирностью. За шесть дней до премьеры стихотворения, 19 октября, он читал доклад «Перчатка» на «Первом в России вечере речетворцев». Одна из глав доклада называлась «Складки жира в креслах». Та же метафора встречается в поэмах «Облако в штанах» («а в экипажах лощился за жирным атлетом атлет; // лопались люди, // проевшись насквозь, // и сочилось сквозь трещины сало») и «Люблю» («Я // жирных // с детства привык ненавидеть»).
Как отмечает литературовед Владимир Дядичев, в композиции стихотворения используется приём повтора, циклического возвращения к уже использованным словам и образам, который уже встречался в стихотворении «А вы могли бы?» и будет в дальнейшем использоваться Маяковским: вначале они возникают как вопрос или тезис, а при возвращении звучат уже как утверждение.
Обращает на себя внимание необычность стихотворения с точки зрения художественного времени: первые две строчки представляют собой описание будущей ситуации, после чего лирический сюжет возвращается в настоящее, а последние два четверостишия вновь говорят о будущем.

## Критика

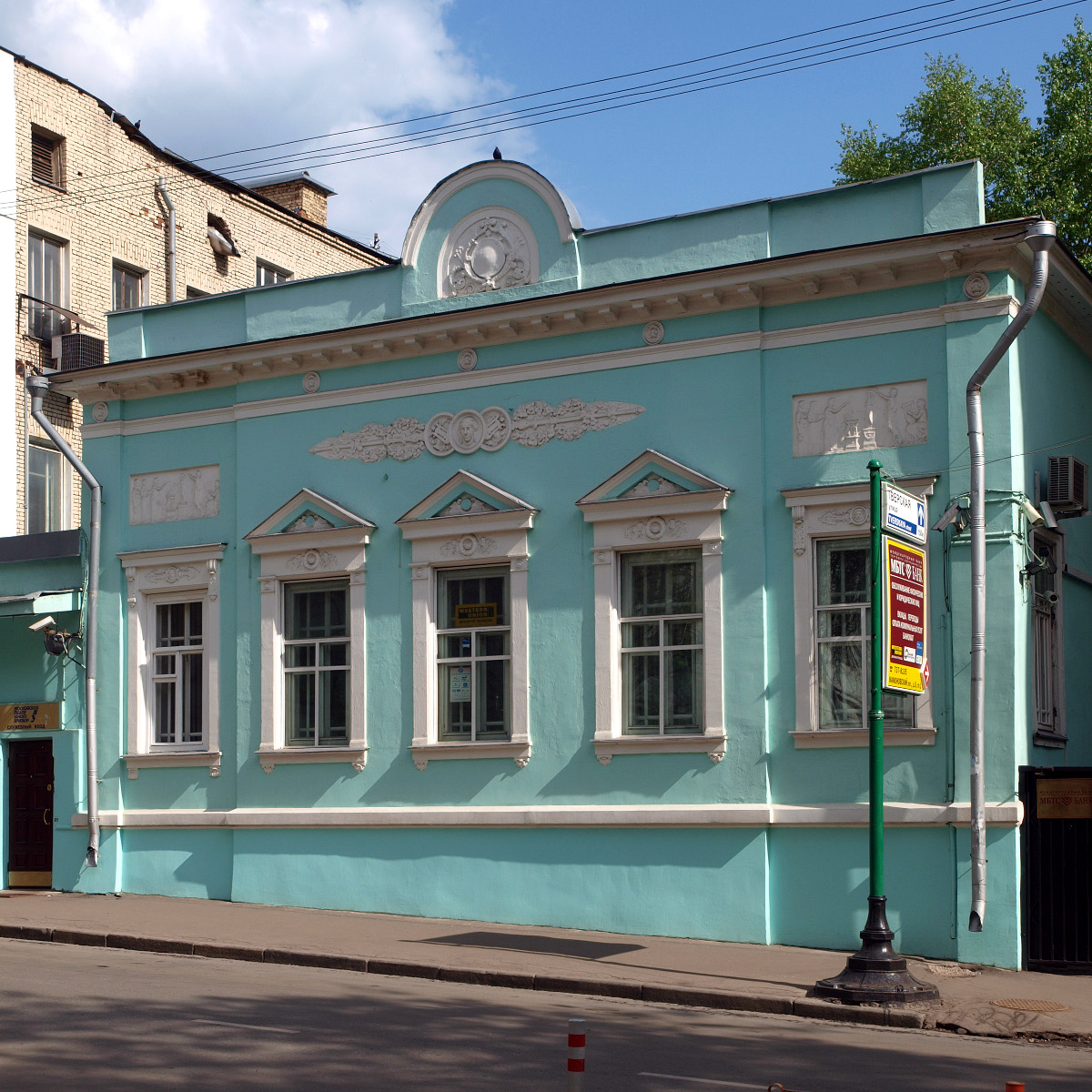
Дом 8 по Мамоновскому переулку в Москве, где Маяковский впервые прочитал стихотворение «Нате!»

Первое чтение Маяковским стихотворения «Нате!» стало не литературным, а скандальным фактом. Газетные репортёры, традиционно искавшие в выступлениях футуристов эпатаж, не стремились анализировать их творчество. Так, уже цитировавшийся репортаж «Московской газеты» с открытия кабаре «Розовый вечер» упоминает о стихотворении лишь косвенно: Маяковский «заявил, что плюет на публику» («я захохочу и радостно плюну, // плюну в лицо вам»).
По мнению литературоведа Александра Михайлова, стихотворение «Нате!» написано в период, когда Маяковский, отошедший от революционной борьбы, был лишён социальной опоры. Однако это произведение имеет «более или менее определённый» социальный адрес, из-за чего и вызвало серьёзный скандал.
Литературный критик Валерий Отяковский, ведя речь о стихах футуриста Василия Каменского, отмечает: его творчество не стало серьёзным вкладом в поэзию авангарда в сравнении со стихотворениями «Нате!» (Маяковский), «Бобэоби пелись губы» (Хлебников) или «дыр бул щыл» (Кручёных).

## Отражение в культуре
К названию собственного стихотворения адресует сам Маяковский в поэме «Облако в штанах»: с этим междометием он сравнивает эмоцию лирической героини: «Вошла ты, // резкая, как „нате!“».
В 1986 году в Ленинграде музыкант Святослав Задерий основал рок-группу, которая получила название «Нате!» по названию стихотворения Маяковского.

## Переводы
Стихотворение «Нате!» неоднократно переводилось на другие языки. В частности, на немецкий язык его перевёл Хуго Хупперт («Da habt ihr!»), на испанский — Хосе Мануэль Прието («¡Ahí tienen!»), на белорусский — Андрей Хаданович («Наце!»).